# Māris Krakops
Māris Krakops (* 3. April 1978) ist ein lettischer Schachspieler.

## Leben
Māris Krakops machte seinen Abschluss in Rechtswissenschaft an der Universität Lettlands in Riga. Nach dem Studium arbeitete er in einer Kanzlei als Insolvenzberater. 2001 begann er als Assistent eines Firmenanwalts bei Linstow Center Management, einem Konzern aus Riga, der Einkaufszentren in Lettland und Norwegen verwaltet. 2003 wurde er dort Leiter der Rechtsabteilung.

## Erfolge
Als 12-Jähriger nahm er 1990 an der letzten sowjetischen U20-Meisterschaft teil. Bei der U14-Weltmeisterschaft 1994 in Szeged wurde Māris Krakops hinter Péter Lékó und vor Rustam Kasimjanov Zweiter. 1998 gewann er in Riga die lettische Einzelmeisterschaft in einem Finale gegen Juzefs Petkēvičs. Das Troll Masters in Gausdal gewann er im Jahr 2000 im Tie-Break vor Igor Rausis.
Mit der lettischen Nationalmannschaft nahm er an den Schacholympiaden 1998, 2000 und 2002 teil mit einem positiven Gesamtergebnis von 14,5 Punkten aus 24 Partien sowie an den Mannschaftseuropameisterschaften 1997, 1999 und 2001, wobei er 2001 in León eine individuelle Silbermedaille für sein Ergebnis von 5,5 Punkten aus 8 Partien am dritten Brett erhielt. Ihm gelangen dabei Siege gegen unter anderem Stuart Conquest und Ján Markoš. Am European Club Cup 1997 nahm er mit Baltika Liepāja teil, die Mannschaft scheiterte jedoch in der in Eupen ausgetragenen Vorrunde, obwohl Krakops alle Partien gewann. Vereinsschach in Deutschland spielte er Ende der 1990er-Jahre für die SG Enger-Spenge.
1994 erhielt Māris Krakops den Titel Internationaler Meister und seit 1998 ist er Großmeister. Seine Elo-Zahl beträgt 2510 (Stand: November 2022), er wird aber als inaktiv gewertet, da er seit dem im Februar 2008 in Oslo ausgetragenen Turnier Four Nation Chess Challenger keine gewertete Partie mehr gespielt hat. Die höchste Elo-Zahl war 2530, die er im Juli 1997, im Januar 1999 und im Januar 2002 erreichte.